# Ashleigh Ball
Ashleigh Adele Ball (Vancouver, 31 maart 1983) is een Canadese stemacteur, zangeres en muzikant.
Ball is als zangeres onderdeel van de band Hey Ocean!. Ze bracht in 2017 een solo-ep uit, genaamd Gold in You.

## Filmografie
Een selectie van rollen in televisieseries als stemacteur:
- Big Bag (1996-1998, 29 afleveringen)
- Stickin' Around (1996-1998, 9 afleveringen)
- Tokyo andâguraundo (2002, 14 afleveringen)
- Stâshippu operêtâzu (2005, 12 afleveringen)
- Black Lagoon (2006, 7 afleveringen)
- Nana (20062-2007, 34 afleveringen)
- Bratz (2008, 9 afleveringen)
- Care Bears: Adventures in Care-A-Lot (2007-2008, 24 afleveringen)
- Rekkit the Rabbit (2011, 77 afleveringen)
- Voltron Force (2011-2012, 25 afleveringen)
- Iron Man: Armored Adventures (2011-2012, 7 afleveringen)
- Action Dad (2012, 21 afleveringen)
- Johnny Test (2006-2014, 78 afleveringen)
- Pac-Man and the Ghostly Adventures (2013-2015, 34 afleveringen)
- Strawberry Shortcake's Berry Bitty Adventures (2009-2015, 56 afleveringen)
- Exchange Student Zero (2015, 12 afleveringen)
- Littlest Pet Shop (2012-2016, 104 afleveringen)
- LoliRock (2014-2017, 51 afleveringen)
- Dinotrux (2015-2017, 45 afleveringen)
- Beat Bugs (2016-2017, 27 afleveringen)
- Lego Elves Webisodes (2015-2018, 28 afleveringen)
- Ready Jet Go! (2016-2018, 48 afleveringen)
- The Deep (2015-2019, 52 afleveringen)
- My Little Pony: Vriendschap is betoverend (2010-2020, 195 afleveringen)